# Léon Frapié
Léon Frapié (n. 27 ianuarie 1863, Paris, Franța – d. 29 septembrie 1949, Paris, Franța) a fost un scriitor francez care a câștigat Premiul Goncourt în 1904. 
A contribuit mai întâi la câteva reviste și ziare, apoi a scris câteva romane. Este cunoscut pentru romanul La Maternelle, cu care a câștigat Premiul Goncourt din 1904. Romanul prezintă imaginea vieților dezamăgite ale copiilor din școlile sărace din cartier. A fost ecranizat cu succes în 1933 sub titlul La Maternelle și a fost clasat în 1935 printre cele mai bune filme într-o limbă străină de către organizația americană National Board of Review. În general, opera sa este legată de tradiția romanului realist.